# دايل ديفيس (كرة سلة)
دايل ديفيس (بالإنجليزية: Dale Davis)‏ مواليد 25 مارس 1969 في توكوا، هو لاعب كرة سلة أمريكي سابق بدأ مسيرته الاحترافية في سنة 1991 وحمل الرقم 32 و34. يبلغ طوله 6 قدم 11 بوصة (2.1 م). اعتزل اللعب في 2007.

## فرق لعب لها
- إنديانا بايسرز
- بورتلاند ترايل بلايزرز
- غولدن ستايت ووريورز
- ديترويت بيستونز

## روابط خارجية
- دايل ديفيس على موقع إن بي أي (الإنجليزية)
- دايل ديفيس على موقع سبورتس رفرنس (الإنجليزية)
- دايل ديفيس على موقع كرة السلة الأوروبية.كوم (الإنجليزية)
- دايل ديفيس على موقع كلية كرة السلة في سبورتس رفرنس.كوم (الإنجليزية)
- دايل ديفيس على موقع ريلجم (الإنجليزية)
- دايل ديفيس على موقع بروبوليرز (الإنجليزية)